# بيريبونكا (كيبك)
بيريبونكا (بالإنجليزية: Péribonka, Quebec)‏ هي بلدية محلية في كيبيك تقع في كندا في Maria-Chapdelaine Regional County Municipality. يقدر عدد سكانها بـ 464 نسمة ومساحتها 129.10 كم2 .